# نوره الکتبی
نوره الکتبی (زادهٔ ۳ دسامبر ۱۹۹۲) ورزشکار دو و میدانی پارالمپیکی اهل امارات متحده عربی که به فلج مغزی مبتلا است. الکتبی در بازی‌های پارالمپیک تابستانی ۲۰۱۶ ریو د ژانیرو در رشته پرتاب وزنه F32 با ثبت ۴٫۷۰ متر برندهٔ ۱ مدال نقره شده‌است.

## دستاوردها
| سال                              | مسابقه                           | محل برگزاری                      | مقام                             | رویداد                           | توضیحات                          |
| به نمایندگی از امارات متحده عربی | به نمایندگی از امارات متحده عربی | به نمایندگی از امارات متحده عربی | به نمایندگی از امارات متحده عربی | به نمایندگی از امارات متحده عربی | به نمایندگی از امارات متحده عربی |
| -------------------------------- | -------------------------------- | -------------------------------- | -------------------------------- | -------------------------------- | -------------------------------- |
| ۲۰۱۶                             | پارالمپیک تابستانی               | ریو د ژانیرو، برزیل              | ۲ام                              | پرتاب وزنه                       | ۴٫۷۰ متر                         |